# Digan lo que digan (canción de Raphael)
Digan lo que digan es una de las más conocidas canciones del cantante español Raphael.
El autor es Manuel Álvarez-Beigbeder Pérez, más conocido como Manuel Alejandro, un prolífico compositor jerezano que también hizo los arreglos musicales de la pieza. Se trata de una canción con una letra optimista y positiva, que fue clave en la carrera de Raphael. La canción fue creada para la película homónima dirigida por el director español Mario Camus en 1967 y está incluida como primer sencillo en el álbum del mismo nombre de la discográfica Hispavox.
Dicho largometraje es una coproducción de Argentina y España y trata de Rafael, un famoso cantante, que viaje al país sudamericano en busca de su hermano Miguel, encarnado por el actor argentino Ignacio Quirós. Al llegar, le espera Blanca, la secretaria de Miguel, interpretada por Serena Vergano, una actriz italiana que fue premiada como Mejor actriz en el Festival Internacional de Cine de San Sebastián de 1967 y recibió el Premio Sant Jordi de cine de 1968 a la Mejor actriz de película española, en ambos casos por su trabajo en el filme Una historia de amor. La trama lleva a los protagonistas a distintos lugares de España, Buenos Aires y Cataratas del Iguazú y Digan lo que digan es una de las canciones intercaladas en el filme.